# فالنتين راسبوتين
فالنتين راسبوتين (بالروسية: Валенти́н Григо́рьевич Распу́тин) (ولد في 15 مارس 1937، إركوتسك أوبلاست - 14 مارس 2015) كاتب وروائي روسي اشتهر بكتابته للقصص والروايات الخيالية. ومن أعماله المهلة الأخيرة.

## روابط خارجية
- فالنتين راسبوتين على موقع IMDb (الإنجليزية)
- فالنتين راسبوتين على موقع الموسوعة البريطانية (الإنجليزية)
- فالنتين راسبوتين على موقع مونزينجر (الألمانية)
- فالنتين راسبوتين على موقع قاعدة بيانات الفيلم (الإنجليزية)